# The Loco-Motion
Ne doit pas être confondu avec Locomotion (chanson).
Singles de Little Eva
Keep Your Hands Off My Baby
Pistes de Llllloco-Motion
Some Kind-A Wonderful
Singles de Sylvie Vartan
Quand le film est triste
(1961) Tous mes copains
(1962)
Clip vidéo
[vidéo] « Le Loco-motion (live officiel, 1962) », sur YouTube
Singles de Kylie Minogue
I Should Be So Lucky
(1987)
Singles par
Pistes de Kylie
I Should Be So Lucky Je ne sais pas pourquoi
The Loco-Motion est une chanson populaire de 1962 écrite par Gerry Goffin et Carole King. La chanson est apparue dans le Top 5 américain à trois reprises et à chaque fois dans une décennie différente : interprétée par Little Eva en 1962 (no 1 aux États-Unis), par Grand Funk Railroad en 1974 (no 1 aux États-Unis) et par Kylie Minogue en 1987 (no 3 aux États-Unis). Elle a aussi été interprétée par Ritz en 1979 (no 1 en Nouvelle-Zélande). Sylvie Vartan l'a chantée en français en 1962 sous le titre Le Loco-motion (no 1 en France).

## Chanson originale
La chanson est un exemple de popularité durable de la danse-chant genre : la plupart des paroles sont consacrées à une description de la danse elle-même, habituellement considérée comme un type de danse en ligne. Cependant la chanson a précédé la danse.
The Loco-Motion est classé 350e par le Rolling Stone Magazine dans sa liste des 500 plus grandes chansons de tous les temps. En 2016, elle reçoit le Grammy Hall of Fame Award.
Laurent Voulzy lui rend également hommage dans sa chanson Rockollection.
The Loco-Motion a été la deuxième chanson à atteindre le premier rang dans deux spectacles musicaux différents et est l'une des neuf chansons à réaliser cet exploit.

## Adaptation française
La chanson est adaptée en français en 1962 sous le titre Le Loco-motion et chantée par Dany Logan, Danny Boy et ses Pénitents et Sylvie Vartan. Le titre a aussi été repris par Emma Daumas en 2004 dans une version pop-rock.

### Vidéo musicale
Le clip de "Locomotion" (version de  Kylie Minogue) a été réalisé par Chris Langman et filmé en juin 1987 à l'aéroport d'Essendon et dans les studios de l'ABC à Melbourne, Australie. La chorégraphe Tania Lacy a conçu les séquences de danse de la vidéo autour des mouvements des locomotives. Pour la sortie internationale de "The Loco-Motion", des images du clip australien ont été rééditées deux fois ; une version pour le marché américain et une autre pour le marché européen. Vers la fin de 1988, la chanson a été nommée pour le "Meilleur single international" aux Canadian Music Industry Awards.

### Version de Sylvie Vartan
EP 7" Le Loco-motion / Aussi loin que j'irai / Oui c'est lui / Comme l'été dernier RCA Victor 76.593, 86.593 (1962, France)
A1. Le Loco-motion (The Loco-Motion)
A2. Oui c'est lui (He Is the Boy)
B1. Comme l'été dernier (Dancing Party)
B2. Aussi loin que j'irai

### Classements
| Classement (1962)                       | Meilleure position |
| --------------------------------------- | ------------------ |
| Belgique (Wallonie Ultratop 50 Singles) | 6                  |